# Дворец Кью
Дворец Кью — название, которое носили в разное время три различных здания, построенных в одной и той же области, называемой Кью, в лондонском районе Ричмонд-на-Темзе. Одно из них сохранилось до наших дней и является самым маленьким зданием, которое когда-либо имело статус британского королевского дворца.

## Первый дворец
Первое здание, носившее название Дворец Кью, было построено в 1631 году в качестве резиденции богатой семьи Капел. В то время одна из невест из этого семейства принесла его в качестве приданого в собственность своего мужа, Сэмюэла Молинье, личного секретаря короля Георга II. На протяжении многих лет королевский дворец Молинье занимал его сын, принц Фредерик, для которого он был одной из любимых резиденций. Позже, однако, дворец потерял своё значение. До наших времён не сохранился.

## Второй дворец
В 1802 году по приказу короля Георга III были начаты работы над возведением так называемого Нового дворца Кью, построенного в роскошном неоготическом стиле. Он располагался в большом парке, известном как Кью-Гарденс. Когда в 1810 году король был признан неспособным занимать престол вследствие психического заболевания, владеть дворцом было предложено его жене, королеве Шарлотте. Когда она отказалась, крупное здание было заброшено, и в 1828 году парламент принял решение, что оно слишком дорого в обслуживании, и отдал приказ о его сносе.

## Современный дворец Кью
Здание, в настоящее время известное как дворец Кью, было построено в 1663 году голландским купцом, которому оно было обязано своим первоначальным названием — Голландский дом (Dutch House). Оно было и остаётся сравнительно скромной виллой, расположенной напротив того места, где затем был построен Новый дворец. Голландская семья Ловетт продала его; начиная с 1734 года он был арендован королевским двором и служил в качестве резиденции правящей семье. В 1781 году Георг III, наконец, купил его в собственность. Во время строительства нового дворца Голландский дом служил королю в качестве удобного места для проживания, из которого он мог постоянно наблюдать за работой по возведению дворца. После отказа принять Новый дворец королевой Шарлоттой именно это здание стало резиденцией, занимаемой ей вплоть до своей смерти в 1818 году. Когда в 1837 году на трон взошла королева Виктория, она передала (впоследствии) большую часть Кью-Гарденс в общественную собственность (возникли Королевские ботанические сады Кью, ныне объект Всемирного наследия ЮНЕСКО). Среди оставшихся в её собственности зданий был Голландский дом, ныне известный как Дворец Кью.
В 1996—2006 годах в здании была проведена масштабная реконструкция, и теперь оно доступно для общественности. Здание относится к числу местного культурного наследия.